# Terror (serial telewizyjny)
Terror – amerykański serial telewizyjny (dramat, dreszczowiec) wyprodukowany przez Scott Free Productions, Emjag Productions oraz AMC Studios, który jest luźną adaptacją powieści o tym samym tytule autorstwa Dana Simmonsa. Serial jest emitowany od 25 marca 2018 roku przez AMC.
W Polsce serial jest emitowany od 5 kwietnia 2018 roku przez AMC Polska.

## Fabuła
I sezon serialu opowiada o ostatniej wyprawie Franklina, niebezpiecznej ekspedycji Królewskiej Marynarki Wojennej w poszukiwaniu Przejścia Północno-Zachodniego.

## Obsada

### Główna
- Jared Harris jako komandor Francis Crozier[3]
- Tobias Menzies jako kmdr por. James Fitzjames[4]
- Paul Ready jako dr Harry Goodsir[3]
- Adam Nagaitis jako Cornelius Hickey[3]
- Ian Hart jako Thomas Blanky
- Nive Nielsen jako pani Silence
- Ciarán Hinds jako komandor sir John Franklin[3]

### Role drugoplanowe
- Trystan Gravelle jako Henry Collins
- Alfie Kingsnorth jako David Young
- Ian Pirie jako tłumacz
- Alistair Petrie jako dr Stephan S. Stanley
- Richard Sutton  jako sir James Clark Ross
- David Walmsley  jako sierżant Solomon Tozer
- Johnny Issaluk jako łowca Netsilik
- Tom Weston-Jones jako kmdr por. Graham Gore
- Joe Hurst jako Thomas Evans
- Jack Colgrave Hirst jako Tom Hartnell
- Freddie Greaves jako William Strong
- Mikey Collins jako Robert Golding
- Liam Garrigan jako Thomas Jopson[5]
- Stephen Thompson jako Magnus Manson
- Charles Edwards jako dr Alexander McDonald
- Sebastian Armesto jako Charles Des Voeux
- Christos Lawton jako kpt. mar. George Hodgson
- James Laurenson jako sir John Barrow
- Matthew McNulty jako kmdr por. Edward Little[6]
- Ronan Raftery jako kpt. mar. John Irving[5]
- Chris Corrigan jako John Diggle
- Anthony Flanagan jako John Morfin
- Sian Brooke jako Sophia Cracroft
- Richard Riddell jako sierżant Daniel Bryant
- Apayata Kotierk jako ojciec panny Silence
- Mike Kelly jako John Gregory
- Declan Hannigan jako kpt. mar. Henry T. D. Le Visconte
- Kevin Guthrie jako Henry Peglar
- Vin Hawke jako George Barrow
- Edward Ashley jako William Gibson[5]
- John Lynch jako John Bridgens
- Owen Good jako Charles Best
- Clive Russell jako sir John Ross
- Sam Rintoul jako George Chambers
- Guy Faulkner jako Samuel Crispe
- Roderick Hill jako szer. William Heather
- Aaron Jeffcoate jako szer. William Pilkington
- Charlie Kelly jako Thomas Armitage
- Edmund Short jako John Lane
- Miki Ishikawa jako Amy Yoshida

## Odcinki
| Seria | Tytuł polski        | Tytuł oryginalny   | Odcinki | Pierwsza emisja (AMC, Stany Zjednoczone) | Pierwsza emisja (AMC, Stany Zjednoczone) | Pierwsza emisja (AMC Polska, Polska) | Pierwsza emisja (AMC Polska, Polska) | Pierwsza emisja (AMC Polska, Polska) |
| Seria | Tytuł polski        | Tytuł oryginalny   | Odcinki | Pierwszy odcinek                         | Ostatni odcinek                          | Pierwszy odcinek                     | Ostatni odcinek                      |                                      |
| ----- | ------------------- | ------------------ | ------- | ---------------------------------------- | ---------------------------------------- | ------------------------------------ | ------------------------------------ | ------------------------------------ |
| 1     | Terror              | The Terror         | 10      | 25 marca 2018                            | 21 maja 2018                             | 5 kwietnia 2018                      | 7 czerwca 2018                       |                                      |
| 2     | Terror: Dzień Hańby | The Terror: Infamy | 10      | 12 sierpnia 2019                         | 14 października 2019                     | 15 sierpnia 2019                     | 17 października 2019                 |                                      |

### Seria 1:Terror(2018)
| Nr | N# | Tytuł                     | Reżyseria            | Scenariusz             | Premiera w AMC   | Premiera w AMC Polska |
| -- | -- | ------------------------- | -------------------- | ---------------------- | ---------------- | --------------------- |
| 1  | 1  | Go for Broke              | Edward Berger        | David Kajganich        | 25 marca 2018    | 5 kwietnia 2018       |
| 2  | 2  | Gore                      | Edward Berger        | Soo Hugh               | 26 marca 2018    | 12 kwietnia 2018      |
| 3  | 3  | The Ladder                | Sergio Mimica-Gezzan | Gina Welch             | 2 kwietnia 2018  | 19 kwietnia 2018      |
| 4  | 4  | Punished, as a Boy        | Edward Berger        | David Kajganich        | 9 kwietnia 2018  | 26 kwietnia 2018      |
| 5  | 5  | First Shot a Winner, Lads | Sergio Mimica-Gezzan | Josh Parkinson         | 16 kwietnia 2018 | 3 maja 2018           |
| 6  | 6  | A Mercy                   | Sergio Mimica-Gezzan | Vinnie Wilhelm         | 23 kwietnia 2018 | 10 maja 2018          |
| 7  | 7  | Horrible from Supper      | Tim Mielants         | Andres Fischer-Centeno | 30 kwietnia 2018 | 17 maja 2018          |
| 8  | 8  | Terror Camp Clear         | Tim Mielants         | David Kajganich        | 7 maja 2018      | 24 maja 2018          |
| 9  | 9  | The C, the C, the Open C  | Tim Mielants         | Soo Hugh               | 14 maja 2018     | 31 maja 2018          |
| 10 | 10 | We Are Gone               | Tim Mielants         | David Kajganich        | 21 maja 2018     | 7 czerwca 2018        |

### Seria 2:Terror: Dzień Hańby(2019)
| Nr | N# | Tytuł                            | Reżyseria            | Scenariusz                      | Premiera w AMC       | Premiera w AMC Polska |
| -- | -- | -------------------------------- | -------------------- | ------------------------------- | -------------------- | --------------------- |
| 11 | 1  | A Sparrow in a Swallow's Nest    | Josef Kubota Wladyka | Max Borenstein & Alexander Woo  | 12 sierpnia 2019     | 15 sierpnia 2019      |
| 12 | 2  | All the Demons Are Still in Hell | Josef Kubota Wladyka | Tony Tost                       | 19 sierpnia 2019     | 22 sierpnia 2019      |
| 13 | 3  | Gaman                            | Michael Lehmann      | Shannon Goss                    | 26 sierpnia 2019     | 29 sierpnia 2019      |
| 14 | 4  | The Weak Are Meat                | Michael Lehmann      | Naomi Iizuka                    | 2 września 2019      | 5 września 2019       |
| 15 | 5  | Shatter Like a Pearl             | Lily Mariye          | Steven Hanna                    | 9 września 2019      | 12 września 2019      |
| 16 | 6  | Taizo                            | Everardo Gout        | Max Borenstein, Benjamin Klein  | 16 września 2019     | 19 września 2019      |
| 17 | 7  | My Perfect World                 | Meera Menon          | Danielle Roderick, Tony Tost    | 23 września 2019     | 26 września 2019      |
| 18 | 8  | My Sweet Boy                     | Toa Fraser           | Alessandra Dimona, Shannon Goss | 30 września 2019     | 3 października 2019   |
| 19 | 9  | Come and Get Me                  | Frederick E.O. Toye  | Steven Hanna, Naomi Iizuka      | 7 października 2019  | 10 października 2019  |
| 20 | 10 | Into the Afterlife               | Frederick E.O. Toye  | Alexander Woo                   | 14 października 2019 | 17 października 2019  |

## Produkcja
Na początku marca 2016 roku, stacja AMC zamówiła pierwszy sezon serialu.
We wrześniu 2016 roku, poinformowano, że Tobias Menzies, Adam Nagaitis, Paul Ready, Ciarán Hinds oraz Jared Harris dołączyli do serialu.
W listopadzie 2016 roku, ogłoszono, że w serialu zagrają: Edward Ashley, Ronan Raftery i Liam Garrigan.
Na początku grudnia 2016 roku, Matthew McNulty dołączył do serialu jako porucznik Edward Little.
22 czerwca 2018 roku, stacja AMC ogłosiła przedłużenie serialu o drugi sezon. Zdjęcia kręcono na chorwackiej wyspie Pag.